# Qian Qianyi
Qian Qianyi (銭謙益T, 钱谦益S, Qián QiānyìP, Ch'ien Ch'ien-iW) (Changshu, 1582 – 1664) è stato un poeta e storico cinese della tarda dinastia Ming.
Fu un famoso poeta e scrittore e, assieme a Gong Dingzi e Wu Weiye erano noti come i Tre Maestri di Jiangdong.

## Biografia
Nato nella contea di Changshu, prefettura di Suzhou (ora provincia di Jiangsu), il suo nome di cortesia era "Shouzhi" (受之) e il suo pseudonimo "Muzhai" (牧斋) e successivamente "Mengsou" (蒙叟). Passò l'esame imperiale nel 1610, all'età di 28 anni.
Qian conosceva molte donne indipendenti provenienti da circoli di intrattenimento e artistici, che trattava da pari a pari. Una fu Ma Ruyu di Nanchino, un'attrice consumata che aveva avuto una buona educazione formale, e inoltre sapeva dipingere e produrre la calligrafia nello stile quadrato. Al suo tempo riuscì ad intimidire i letterati maschi che ruotavano intorno a lei. Come molte altre abbandonò la vita sul palcoscenico e si dedicò alla religione, costruendo un ritiro buddhista. Un'altra fu Liu Rushi (1618-1684), che divenne la sua consorte dopo essere stata colpita dai suoi successi. La trattava come sua pari intellettuale e compagna di viaggi e incontri sociali. La sua poesia è stata conservata da Qian. 
Qian ebbe importanti legami con scrittori e artisti locali nell'area di Jiading e Kunshan al di fuori della moderna Shanghai. In un caso, assistette la cortigiana Dong Xiaowan, amica di Liu Rushi, per sposare un nobile che pagò i suoi debiti pari a tremila 3.000 tael d'oro e il suo nome venne cancellato dal registro dei musicisti.
Era stato preceduto, di una generazione, dal maestro di prosa Gui Youguang (1507-1571) che si era opposto ai classicisti capeggiati da Wang Shizhen (1526-1590). L'antagonismo alla scuola classicista continuò per tutta la vita e altrettanto contro le opere di Qian Qianyi.
Nel 1644, Qian ebbe un eccellente allievo a Nanchino: il futuro imperatore Coxinga.

## Opere

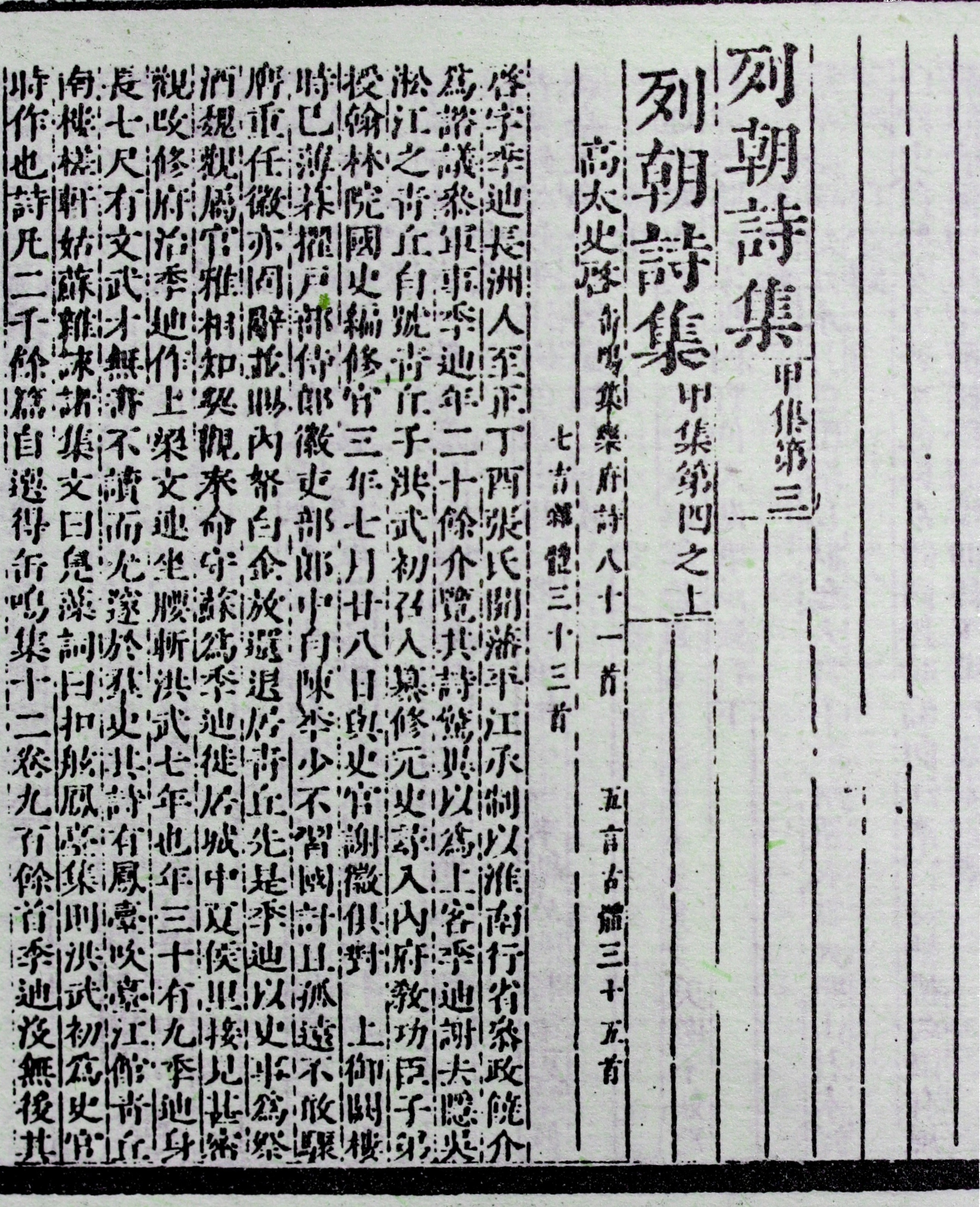
Edizione originale di Mao Jin del Liechao shiji

Il suo maggior contributo al periodo storico fu Liechao shiji 列朝詩集 (Lieh-ch'ao shih-chi), in origine una lunga antologia di poesia con annesse biografie. All'epoca vennero stampate le sole biografie e l'opera divenne una storia ineguagliabile di individui provenienti da strati medi e bassi della società cinese del XVI e XVII secolo. Suo padre gli diede lezioni speciali in classici storici. Qian dimostrò un iniziale interesse per il classico Shishuo xinyu, un'opera di aneddoti storici. Come lo stesso Qian Qianyi, altri della sua cerchia erano strettamente coinvolti nell'educazione e la rinascita dello studio dell'antichità come base dell'apprendimento. Il "Liechao shiji" di Qian è stato pubblicato dal suo associato e stampatore Mao Jin, che come lo stesso Qian, mostrò sollecitudine verso gli studiosi più poveri. Mao utilizzò denaro derivante dalla sua stamperia per opere di beneficenza a studiosi bisognosi.